# Plan de acción

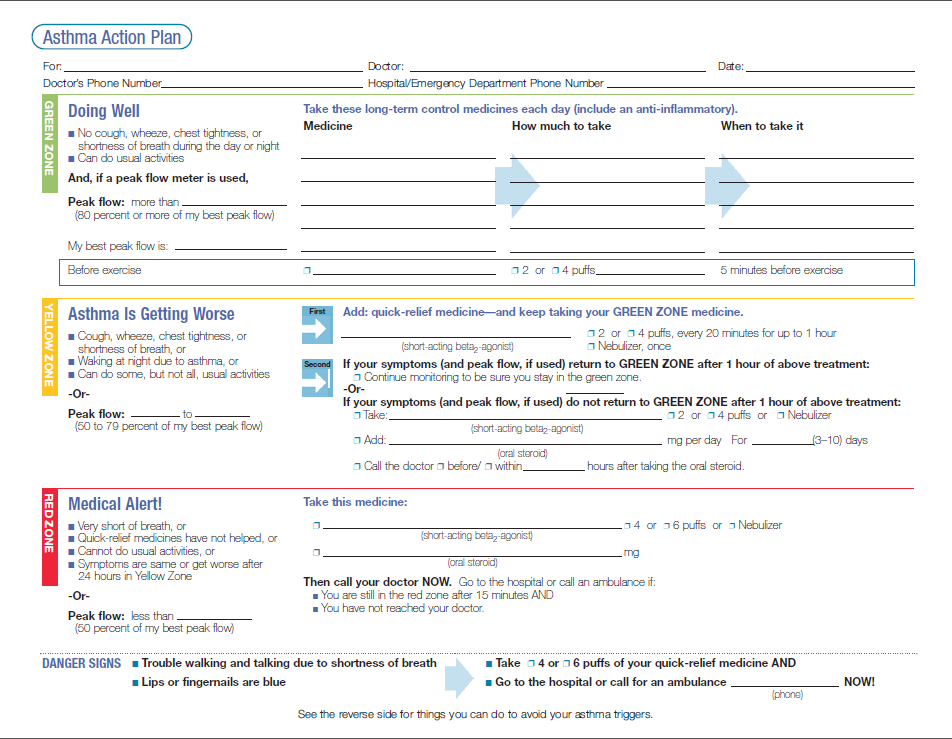
Plan de acción contra el asma

Un plan de acción, plan de actuación, plan de actuaciones o programa de actuación es un documento —en soporte papel o informático— que describe las actuaciones necesarias para alcanzar uno o más objetivos. Alternativamente, se puede definir como «una secuencia de pasos que se deben dar, o de actividades que se deben realizar, para que una estrategia tenga éxito».

## Proceso de elaboración

### Origen
Un plan de acción es una herramienta en la planificación social y empresarial. Es una estrategia organizacional para identificar los pasos necesarios hacia una meta. Tiene en cuenta los detalles y se considera más eficiente que ir improvisando las actuaciones a cada momento. Un plan de acción que una organización hace público también sirve para manifestar su compromiso con la sociedad, lo que puede ayudar a conseguir las metas trazadas en ese plan.

### Establecimiento de objetivos
Un plan de acción se elabora para conseguir objetivos. ¿Cuáles? Generalmente unos que la organización que elabora el plan considera acuciantes (plan de acción contra la violencia sexual, plan de acción contra el furtivismo...).  Los objetivos se deben seleccionar entre los que parezcan suficientemente importantes y suficientemente relacionados. Por ejemplo, tiene sentido que una empresa elabore un plan de acción para aumentar sus ventas y mejorar la calidad de sus productos (aumentando la calidad, en principio, venderá más; los objetivos se pueden conseguir a través de las mismas acciones). Pero tiene menos sentido que elabore un plan de acción para aumentar la responsabilidad social corporativa y, a la vez, para despedir a la mitad de la plantilla. Cuando los objetivos no están relacionados resulta mejor elaborar varios planes de acción.

### Elaboración del plan
Crear planes de acción es algo tan habitual que hay pasos guiados que deben seguirse para garantizar el éxito. Sin embargo, la estructura puede modificarse en el proceso. 
- En primer lugar, deberá describirse lo que se desea lograr (establecimiento de objetivos).
- Después  deberán asignarse papeles específicos a cada uno de los miembros del grupo, asegurando que se haya considerado la cantidad suficiente de capacitación y recursos para resolver cualquier problema que pueda presentarse.
- En la siguiente etapa los miembros del grupo analizarán el progreso, fijarán hitos, resolverán problemas y harán los cambios necesarios.[6]
- Por último, una vez elaborado el plan, se puede examinar para asegurar su éxito.[7]

### Ejecución
Mike Desjardins recomienda lo siguiente para una ejecución eficazː
- Propiedad: el plan debe ser de alguien. Una persona debe ser responsable de seguir el progreso, mantener informado al equipo, garantizar que se lleven a cabo las acciones y ajustarlas.
- Las acciones deben ser claras y ejecutables, no ideas vagas.
- Responsabilidad: cada acción debe tener un responsable.
- Apoyo: para cada acción debe determinarse si el responsable necesitará apoyo, y en ese caso, de quién o quiénes. La clave es que las personas que apoyan no son responsables de la acción o el resultado.
- Información: mantener a las personas adecuadas en el circuito de comunicación para cada acción es de vital importancia. Es posible que las personas clave necesiten conocer cómo avanzan sus acciones para ver cómo afectan otras acciones y objetivos.
- Métricas y presupuesto: cada acción debe tener un indicador que, según su valor, muestre si la acción se ha completado o no. Por ejemplo, la acción consiste en encuestar a 100 clientes, el indicador podría ser el número de clientes encuestados.
- Fecha de comienzo de cada acción
- Fecha de terminación

## Contexto

### Ventajas
Elaborar un plan de acción puede ser beneficioso no solo para los individuos, sino también para las empresas. Por ejemplo, permite a los gerentes de un proyecto seguir su progreso, y también a cualquier miembro de su equipo.  Además, permite al equipo establecer prioridades para cada tarea. Por último, el plan de acción crea un vínculo dentro de un equipo, ya que cada miembro es consciente de su papel individual y de cómo depende de los demás para llevarlo a cabo.

### Limitaciones
Cuando se utilicen planes de acción deberán tenerse en cuenta las limitaciones que presentan. En primer lugar, a cada miembro del equipo se le deberán asignar tareas que deberán completarse en una fecha determinada. Esto puede resultar estresante para algunos. En segundo lugar, para que el plan funcione necesita un guiado exhaustivo, sin el cual algunos miembros pueden sentirse desorientados. En esto la comunicación, tanto de los gestores del plan hacia los ejecutores de las tareas como a la inversa, resulta clave.

### Gestión de riesgos
Para que un plan de acción se beneficie de la asentada disciplina de gestión de riesgos, debe tener en cuenta las posibilidades de que la ejecución del plan se vea afectada por acontecimientos previsibles. Por ejemplo, un plan de acción para aumentar la seguridad alimentaria de un país mediante un aumento de la superficie cultivada debe tener en cuenta el riesgo de sequía.

## Diferencia entre plan de acción y planificación
La planificación o planeamiento, ya sea nacional o empresarial, tiene un alcance más general y permanente, y es mucho más detallada. Los planes de acción se elaboran en respuesta a lo que se percibe como una urgencia, son más específicos, y la idea es que terminen una vez se haya alcanzado el objetivo perseguido. Por otra parte suelen ser objeto de discursos políticos y de campañas publicitarias o de concienciación, lo que no sucede con la planificación.

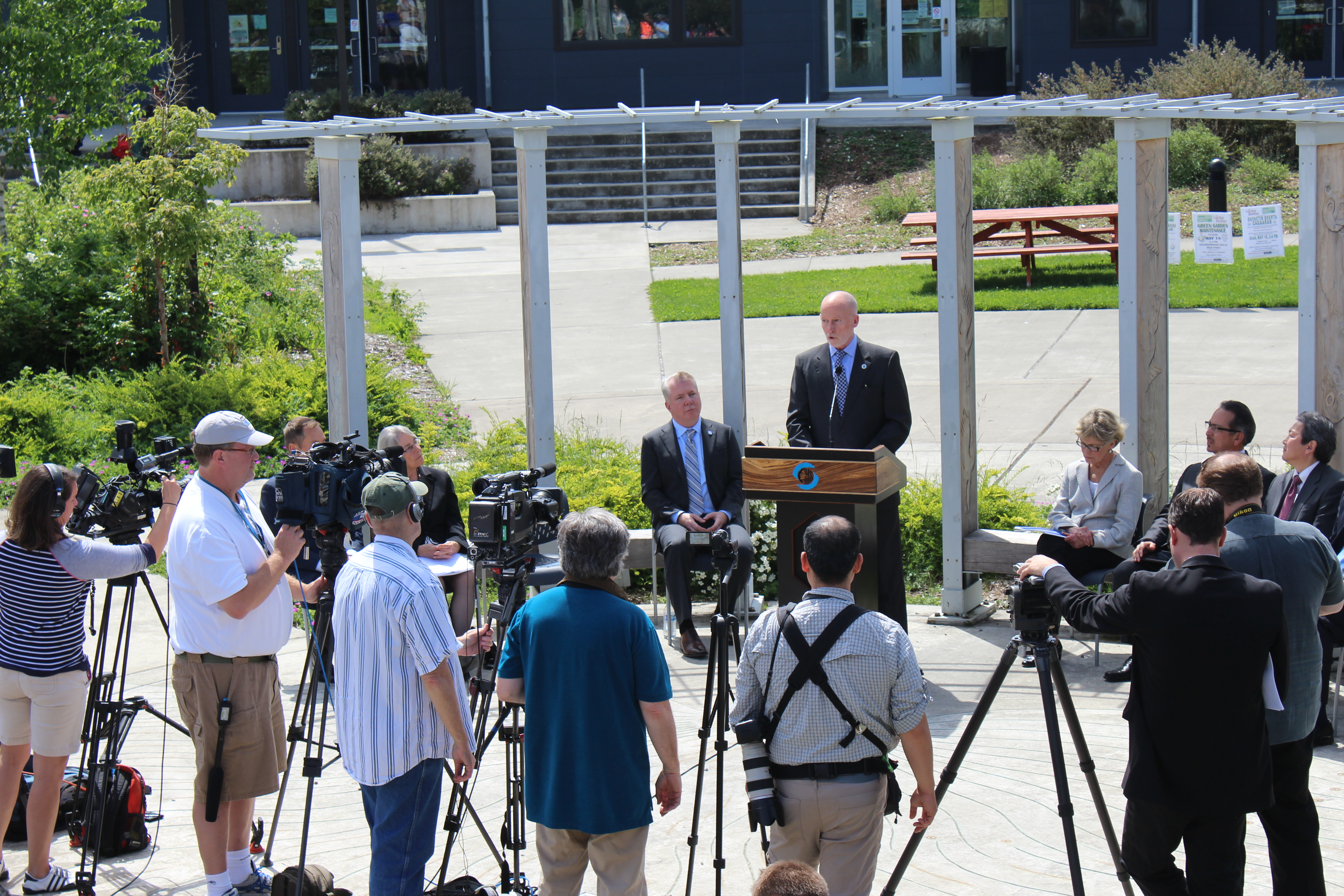
Presentación del plan de acción preescolar de Seattle en 2014

En el contexto político se utiliza mucho el término hoja de ruta. En esencia, un plan de acción y una hoja de ruta son lo mismoː un conjunto de actuaciones para alcanzar un objetivo. Pero, generalmente, en la hoja de ruta las actuaciones dependen de varias partes, que tienen que mantener un clima de acuerdo para llevar a cabo las que corresponden a cada una. En cambio, cuando se elabora un plan de acción, normalmente quien lo elabora puede realizar todas las acciones, y tiene un carácter más proactivo e imperativo.

## Ejemplos

### Consejo Europeo
El Consejo de Europa ha organizado algunos planes de acción para ayudar a sus Estados miembros. Un ejemplo de esto es el Plan de Acción del Consejo de Europa para la República de Moldavia 2021–2024, creado con el propósito de mejorar la situación de Moldavia en materia de democracia, derechos humanos, estado de derecho, instituciones estatales y legislación.

### Unión Europea
Algunas directivas de la Unión Europea contienen planes de acción para alcanzar un objetivo definido en la calidad del aire o la reducción del ruido. Si un estado miembro no consigue alcanzar el objetivo en el plazo establecido, debe escribir un informe en el que explique por qué. 